# Agapostemon
Genre
Agapostemon est un genre d'insectes hyménoptères (abeilles) de la famille des Halictidae. Ce genre est unique à l'hémisphère ouest et compte surtout des espèces d'abeilles « sauvages » au thorax et à la tête iridescents de couleur verte ou bleue.

## Liste des espèces
Selon GBIF (28 mars 2023) :
- Agapostemon aenigma Roberts, 1972
- Agapostemon alayoi Roberts, 1972
- Agapostemon angelicus Cockerell, 1924
- Agapostemon ascius Roberts, 1972
- Agapostemon atrocaeruleus Friese, 1917
- Agapostemon boliviensis Roberts, 1972
- Agapostemon centratus (Vachal, 1903)
- Agapostemon chapadensis Cockerell, 1900
- Agapostemon chiriquiensis (Vachal, 1903)
- Agapostemon coloradinus (Vachal, 1903)
- Agapostemon columbi Roberts, 1972
- Agapostemon cubensis Roberts, 1972
- Agapostemon cyaneus Roberts, 1972
- Agapostemon erebus Roberts, 1972
- Agapostemon femoralis (Guerin-Meneville, 1844)
- Agapostemon femoratus Crawford, 1901
- Agapostemon heterurus Cockerell, 1917
- Agapostemon hispaniolicus
- Agapostemon inca Roberts, 1972
- Agapostemon insularis Roberts, 1972
- Agapostemon intermedius Roberts, 1972
- Agapostemon jamaicensis Roberts, 1972
- Agapostemon kohliellus (Vachal, 1903)
- Agapostemon krugii Wolcott, 1936
- Agapostemon lanosus Roberts, 1972
- Agapostemon leunculus Vachal, 1903
- Agapostemon luzzii Engel & Breitkreuz, 2013
- Agapostemon melliventris Cresson, 1874
- Agapostemon mexicanus Roberts, 1972
- Agapostemon mourei Roberts, 1972
- Agapostemon nasutus Smith, 1853
- Agapostemon obliquus (Provancher, 1888)
- Agapostemon obscuratus Cresson, 1869
- Agapostemon ochromops Roberts, 1972
- Agapostemon peninsularis Roberts, 1972
- Agapostemon poeyi (Lucas, 1856)
- Agapostemon rhopalocerus Smith, 1853
- Agapostemon robertsi Sheffield, Vilhelmsen & Bakker, 2021
- Agapostemon sapphirinus Roberts, 1972
- Agapostemon semimelleus Cockerell, 1900
- Agapostemon sericeus (Förster, 1771)
- Agapostemon splendens (Lepeletier, 1841)
- Agapostemon swainsonae Cockerell, 1910
- Agapostemon texanus Cresson, 1872
- Agapostemon tyleri Cockerell, 1917
- Agapostemon viequesensis Cockerell, 1918
- Agapostemon virescens (Fabricius, 1775)
- Agapostemon viridulus (Fabricius, 1793)

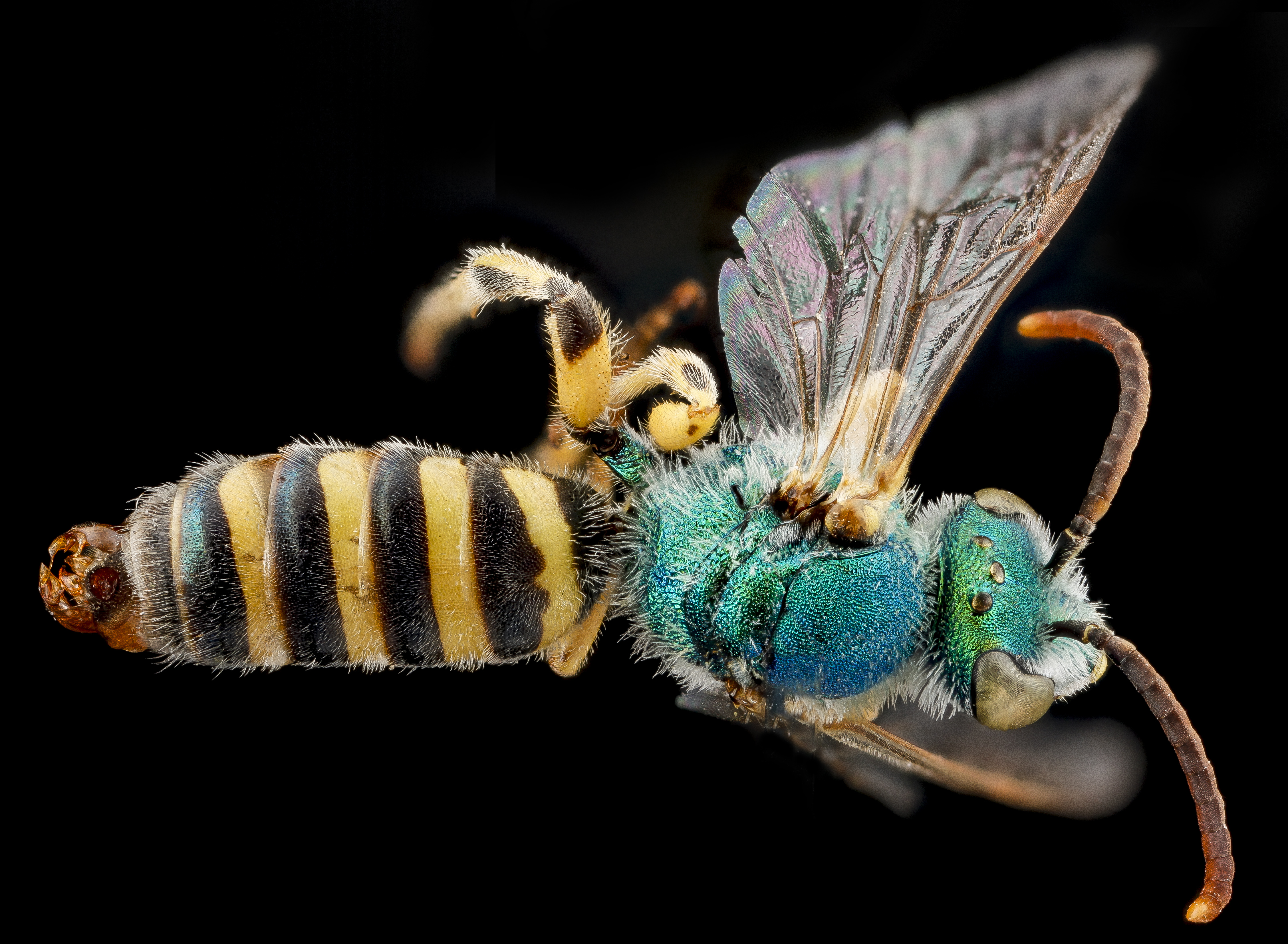
Agapostemon angelicus.
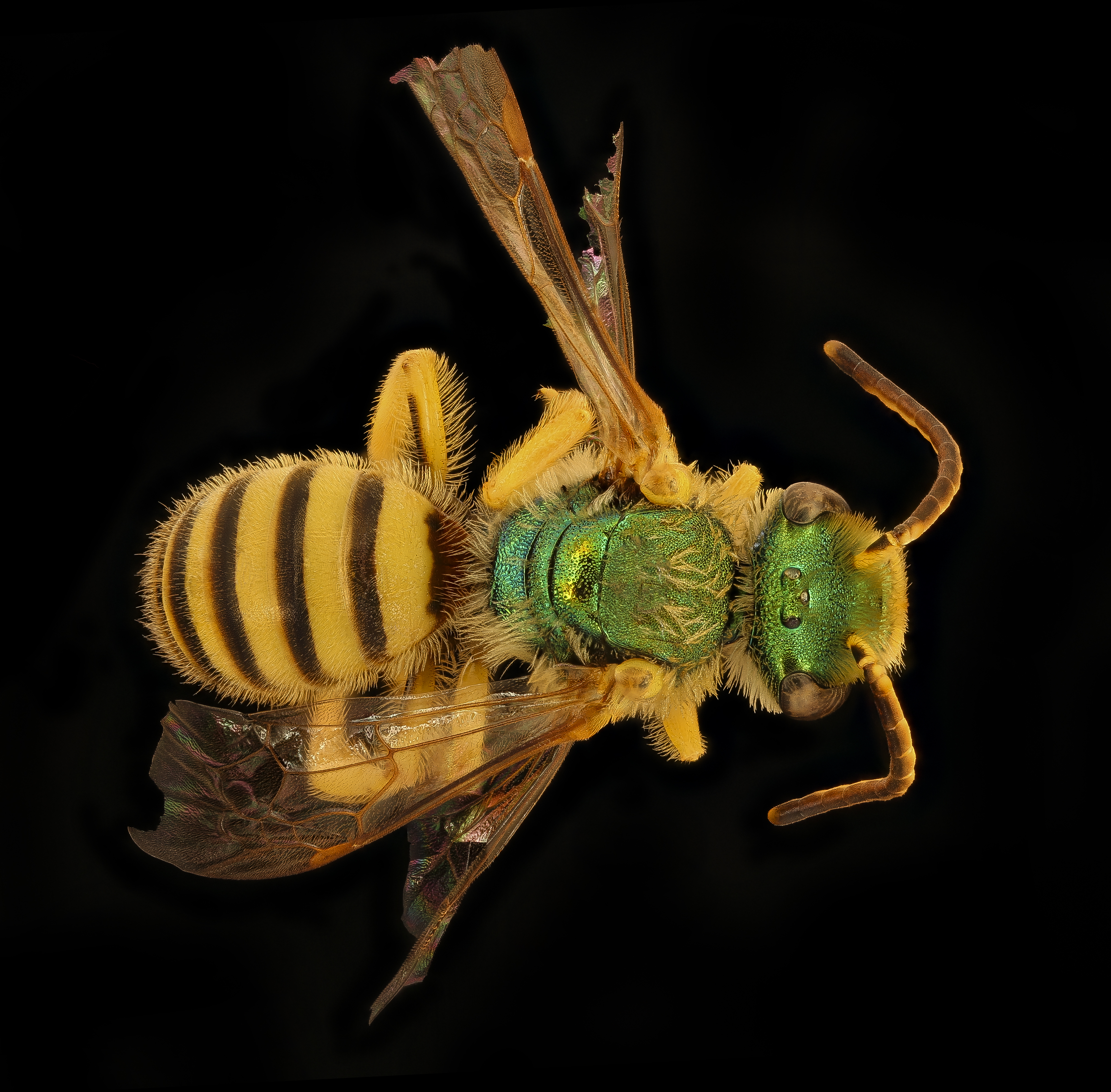
Agapostemon nasutus.
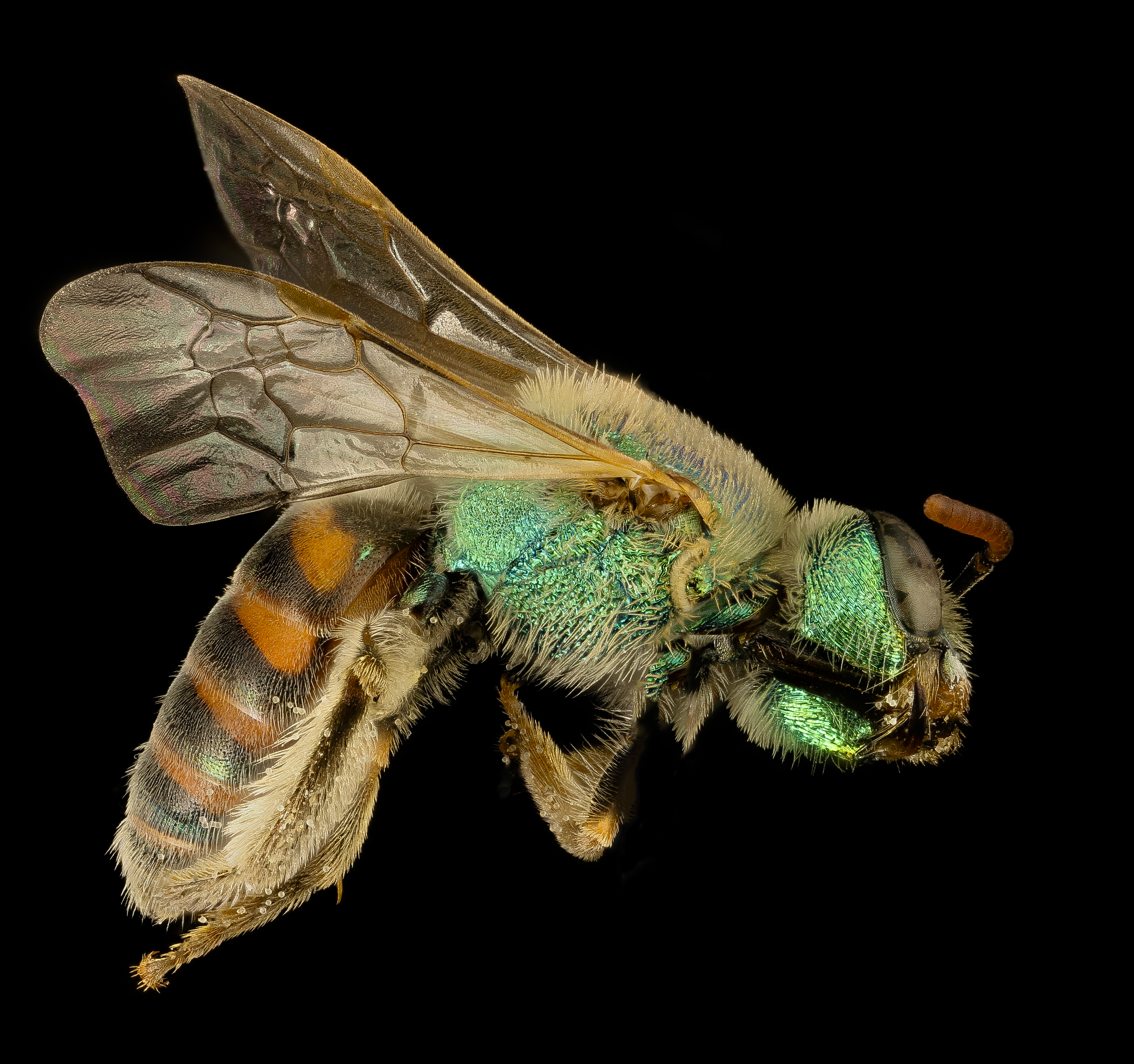
Agapostemon texanus.
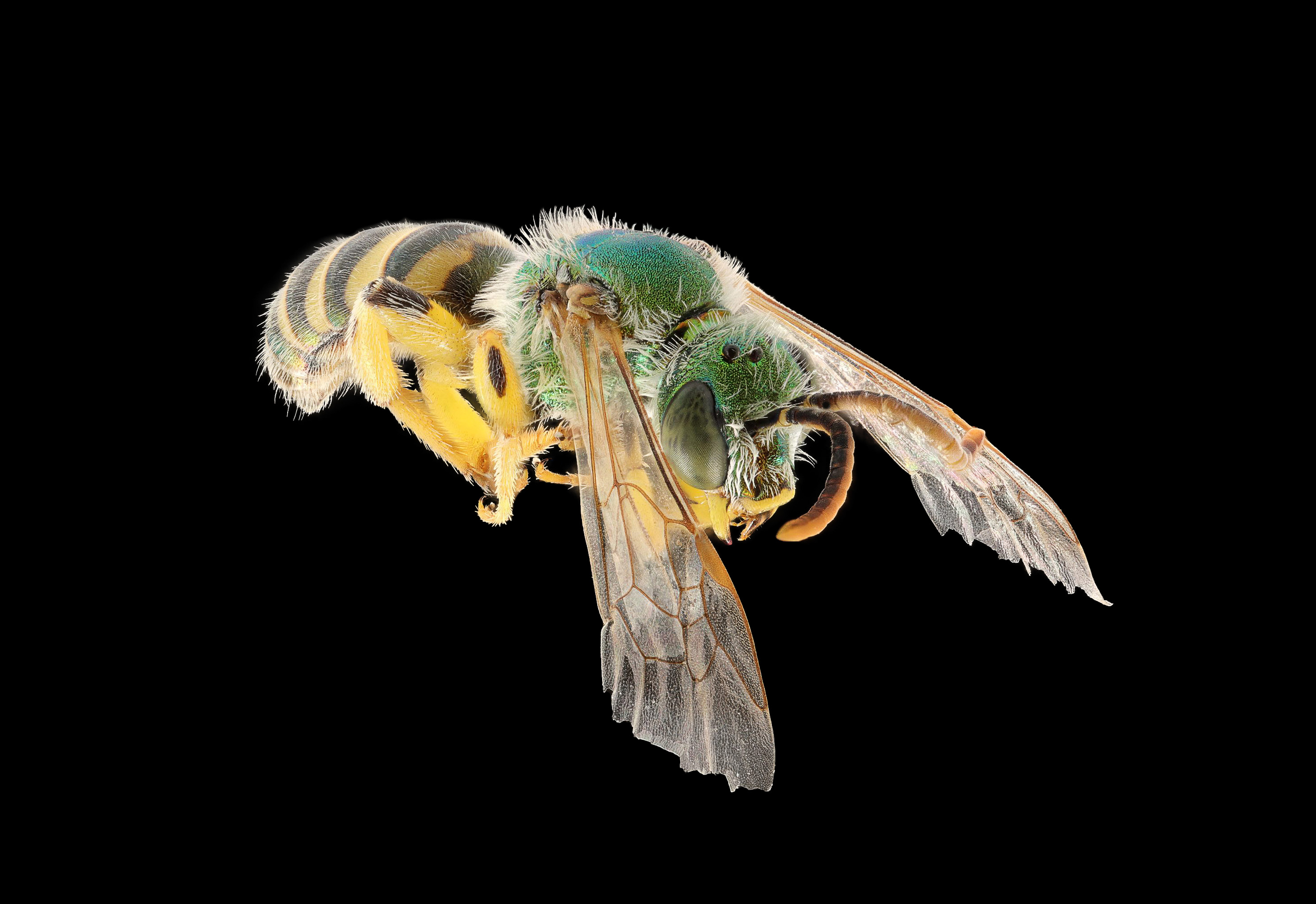
Espèce indéterminée du genre Agapostemon.
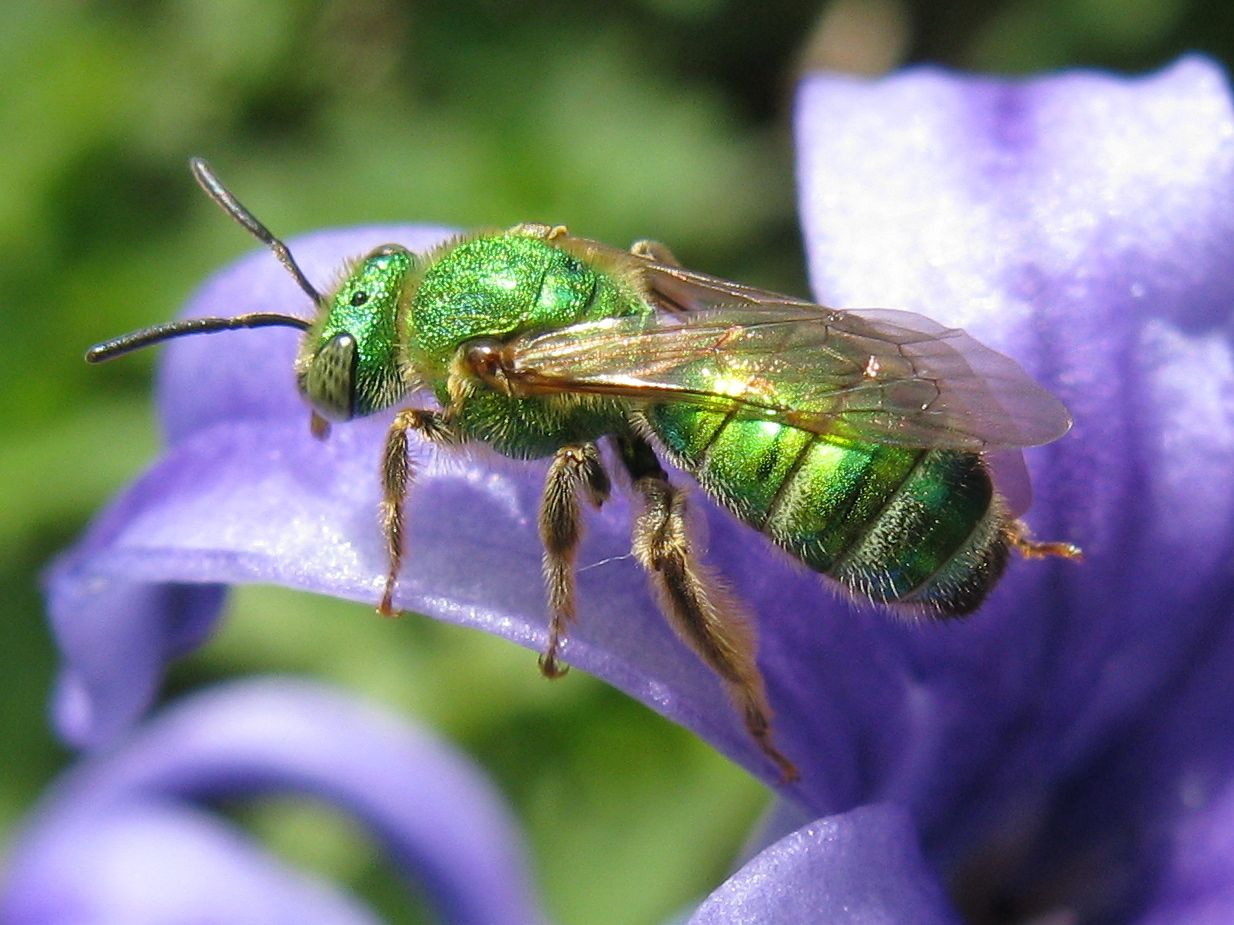
Espèce indéterminée du genre Agapostemon.

.

## Systématique
Le nom valide complet (avec auteur) de ce taxon est Agapostemon Guérin-Méneville, 1844.